# Outros esportes do Sport Club Internacional
Apesar do principal esporte ser o futebol, o Sport Club Internacional, durante a sua história, também foi representado em outras modalidades desportivas. As outras modalidades ficaram um período desativadas e voltaram a funcionar em julho de 2009, em um projeto para formar atletas para os Jogos Olímpicos de 2016.

## Futebol de Salão

### Títulos

#### Internacionais
- Copa Intercontinental de Futsal: 1 (1996)
- Copa Libertadores de Futsal: 1 (2000)

#### Nacionais
- Taça Brasil: 1 (1999)
- Liga Brasileira: 1 (1996)

#### Estaduais
- Campeonato Gaúcho: 8 (1976, 1977, 1978, 1980, 1989, 1990, 1998, 2000)

#### Municipais
- Campeonato Porto-alegrense: 5 (1995, 1996, 1999, 2002, 2003)
- Campeonato Porto-alegrense (Feminino): 1 (2002)

## Futebol Feminino

### Títulos

#### Regionais
- Copa Sul-Brasileira: 2 (2000, 2001)

#### Estaduais
- Campeonato Gaúcho: 9 (1947, 1985, 1986, 1987, 1997, 1998, 1999, 2002, 2003, 2017)
- Campeonato Gaúcho de Futebol Master: 1 (2006)

## Futebol de Areia

### Títulos

#### Estaduais
- Campeonato Gaúcho : 2 (2002, 2003)

## Basquete

### Títulos

#### Estaduais
- Campeonato Gaúcho: 14 vezes (1932, 1933, 1935, 1937, 1938, 1942, 1943, 1944, 1946, 1969, 1974, 1975, 1976 e 1982)[1]

#### Municipais
- Campeonato Porto-alegrense: 12 (1932, 1933, 1935, 1937, 1938, 1942, 1943, 1944, 1945, 1957, 1958, 1959)

## Voleibol

### Títulos

#### Estaduais
- Campeonato Gaúcho (Masculino): 2 (1936, 1995)

#### Municipais
- Campeonato Porto-alegrense (Masculino): 1 (1936)
- Campeonato Porto-alegrense (Feminino): 1 (1995)

## Bolão

### Títulos

#### Estaduais
- Campeonato Gaúcho - Bola 16 (Feminino): 1 (1976)[2]

## Atletismo

### Títulos

#### Estaduais
- Campeonato Gaúcho de Atletismo (Masculino): 10 (1937, 1938, 1939, 1941, 1943, 1946, 1954, 1955, 1969, 1970)[3]
- Campeonato Gaúcho (Feminino): 2 (1942, 1969)

#### Municipais
- Campeonato Porto-alegrense (Masculino): 17 (1932, 1933, 1935, 1936, 1937,1938, 1939, 1940, 1941, 1942, 1943, 1946, 1953, 1954, 1955, 1956, 1957)

## Handebol

### Títulos
- Campeonato Municipal de Porto Alegre (Feminino): 2012 [4]
- Torneio Brasil-Uruguai (Masculino): 2010
- 1° Torneio de Handebol Feminino de Guaíba: 2010

### Campanhas Destacadas
- Copa Mercosul (Masculino): Vice-campeão em 2010
- Copa Mercosul (Feminino): Vice-campeão em 2010
- Torneio Brasil-Uruguai (Feminino): Vice-campeão em 2010
- Campeonato Municipal de Handebol de Porto Alegre (Feminino): Vice-campeão em 2011[5]
- Campeonato Municipal de Porto Alegre (Masculino): Vice-campeão em 2012 [4]

## Boxe
Fundado em 1947, o Departamento de Box" do Inter começou suas atividades em 1949, mas teve sua atividade interrompida, sendo novamente reiniciada em julho de 2009 com o projeto para formar atletas olímpicos.

### Competições
Campeonato Gaúcho de Boxe Olímpico 2010: Felipe Pereira foi campeão gaúcho na categoria 64 Kg (representando o Internacional em parceria com o Clube do Boxe Porto Alegre).

## Taekwondo
O esporte começou no clube em julho de 2009 com o projeto para formar atletas olímpicos.

### Resultados
Alguns resultados obtidos pelos atletas de Taekwondo do Sport Club Internacional.
- Campeonato Brasileiro de Taekwondo Adulto 2009[7] (Realizado nos dias 13 e 14 de setembro em Cuiabá-MT)

| Categoria                | Nome do Atleta    | Posição          |
| ------------------------ | ----------------- | ---------------- |
| até 54kg(Masculino)      | Gabriel Bertotti  | Campeão          |
| até 74kg(Masculino)      | João Pedro Chaves | Campeão          |
| mais de 87 kg(Masculino) | Lucas Fabrício    | 3º Lugar(Bronze) |
| até 62 kg(Feminino)      | Kathellen Souza   | 3º Lugar(Bronze) |
| até 53 kg(Feminino)      | Pamela Borba      | 3º Lugar(Bronze) |
| até 63 kg(Masculino)     | Lucas Camargo     | 4º Lugar         |
| até 68 kg(Masculino)     | Daniel Santos     | 4º Lugar         |

- Campeonato PanAmericano de Taekwondo 2011 (Realizado nos EUA): Medalha de bronze para a atleta Tallita Fagundes representante do Sport Club Internacional.[8]

## Jiu-jitsu
O jiu-jitsu do clube é formado por atletas que participam do Projeto Interagir.

### Competições
- 3ª Copa Vale dos Sinos de Jiu-Jitsu(03/04/2011): 14 atletas do inter participaram da competição; 4 sagraram-se campeões; 2 foram vice-campeões;  5 ficaram em 3º lugar.[9]